# Bolschilstelling
In de klassieke mechanica leidt de bolschilstelling tot vereenvoudiging van de berekening van de zwaartekracht ten gevolge van een bolvormig lichaam. Deze stelling is van belang voor de sterrenkunde, de planetologie en de geofysica.
Isaac Newton (1643-1727) formuleerde de bolschilstelling en gaf het bewijs ervan.
1. Een bolsymmetrisch lichaam oefent zwaartekracht op de buitenwereld uit alsof alle massa ervan in een puntmassa in het middelpunt van het lichaam is geconcentreerd.
2. Als het lichaam een bolsymmetrische schil is, dus een holle bol, oefent deze schil geen netto zwaartekracht uit op een voorwerp in de binnenholte, waar dit voorwerp zich ook in de binnenholte bevindt.

Deze resultaten waren nodig voor zijn analyse van de beweging van de planeten.
Een gevolg van de beide uitspraken is voor een bol met constante massadichtheid dat binnen de bol de zwaartekracht evenredig verloopt met de afstand {\displaystyle r} tot het middelpunt. In het middelpunt is de zwaartekracht nul. Veel hemellichamen zijn in goede benadering bolsymmetrische massieve lichamen, maar meestal is hun massadichtheid {\displaystyle \rho (r)} groter in de kern, dus niet overal gelijk. De berekeningen, die hieronder volgen, zijn even goed geldig.
De beweringen kunnen met infinitesimaalrekening worden bewezen, maar volgen ook uit de divergentiestelling, zie Zwaartekrachtsveld. Omdat het elektrische veld dezelfde wet volgt als de zwaartekracht, geldt de bolschilstelling ook voor van het elektrische veld dat wordt voortgebracht door een statische bolsymmetrische ladingsdichtheid. De bolschilstelling is ook op ieder ander verschijnsel van toepassing dat aan de omgekeerde kwadratenwet voldoet.
Een massieve bol kan eventueel als een dikke bolschil worden gezien.
Een massief, bolsymmetrisch lichaam kan worden samengesteld uit oneindig veel concentrische, infinitesimaal dunne bolschillen. Als een daarvan kan worden behandeld als een puntmassa, kunnen ze dat allemaal samen, dus de hele bol ook. Bekijk daartoe eerst een enkele bolschil en op die enkele bolschil een infinitesimaal smalle band.

In het diagram verwijst {\displaystyle \mathrm {d} \theta } naar de kleine hoek, niet naar de booglengte. De massa van de paarse band is {\displaystyle dM} en de booglengte boven is {\displaystyle R\mathrm {d} \theta }. Uit de gravitatiewet van Newton en de cirkelsymmetrie van de band ten opzichte van {\displaystyle m} volgt dat de radiale kracht uitgeoefend door de band in {\displaystyle m} gelijk is aan:
{\displaystyle \mathrm {d} F_{r}={\frac {Gm\ \mathrm {d} M}{s^{2}}}\cos \phi }
De totale kracht van de bolschil op {\displaystyle m} wordt de som van de krachten die door alle banden samen worden uitgeoefend. Door de breedte van de banden te verkleinen en het aantal banden te vergroten wordt deze som tot een integraal:
{\displaystyle F_{r}=\int \mathrm {d} F_{r}=\int {\frac {Gm\cos \phi }{s^{2}}}\ \mathrm {d} M}
Daarin zijn {\displaystyle G} en {\displaystyle m} constanten en mogen buiten de integraal worden gehaald:
{\displaystyle F_{r}=Gm\int {\frac {\cos \phi }{s^{2}}}\ \mathrm {d} M}
De oppervlakte van de paarse band is
{\displaystyle 2\pi R\sin \theta \cdot R\ \mathrm {d} \theta =2\pi R^{2}\sin \theta \ \mathrm {d} \theta }
Aangezien de totale oppervlakte van de bolschil gelijk is aan {\displaystyle 4\pi R^{2}}, is de massa {\displaystyle dM} van de band:
{\displaystyle \mathrm {d} M={\frac {2\pi R^{2}\sin \theta }{4\pi R^{2}}}M\ \mathrm {d} \theta ={\tfrac {1}{2}}M\sin \theta \ \mathrm {d} \theta },
waarin {\displaystyle M} de totale massa van de bolschil is. Dus volgt:
{\displaystyle F_{r}={\tfrac {1}{2}}GMm\int {\frac {\sin \theta \cos \phi }{s^{2}}}\ \mathrm {d} \theta }
Met de cosinusregel:
{\displaystyle \cos \phi ={\frac {r^{2}+s^{2}-R^{2}}{2rs}}} en
{\displaystyle \cos \theta ={\frac {r^{2}+R^{2}-s^{2}}{2rR}}}.
{\displaystyle \mathrm {d} \cos \theta \ =\ -\sin \theta \ \mathrm {d} \theta \ =\ \mathrm {d} \ {\frac {r^{2}+s^{2}-R^{2}}{2rs}}\ =\ -{\frac {s}{rR}}\ \mathrm {d} s}
Substitueer dit in de integraal voor {\displaystyle F_{r}}:
{\displaystyle F_{r}={\frac {GMm}{2rR}}\int {\frac {\cos \phi }{s}}\ \mathrm {d} s={\frac {GMm}{4r^{2}R}}\int \left(1+{\frac {r^{2}-R^{2}}{s^{2}}}\right)\ \mathrm {d} s}.
De integratievariabele {\displaystyle s} loopt hierin van {\displaystyle r-R} tot {\displaystyle r+R}.
{\displaystyle \int _{r-R}^{r+R}\left(1+{\frac {r^{2}-R^{2}}{s^{2}}}\right)\ \mathrm {d} s=\left[s-{\frac {r^{2}-R^{2}}{s}}\right]_{r-R}^{r+R}=4R},
zodat
{\displaystyle F_{r}=G{\frac {Mm}{r^{2}}}}
Daaruit blijkt dat de zwaartekracht buiten de schil kan worden gedacht als veroorzaakt door een puntmassa {\displaystyle M} in het middelpunt.
Om de zwaartekracht van een massieve bol met massa {\displaystyle M} te berekenen wordt de zwaartekracht als gevolg van een bolschil met massa {\displaystyle \mathrm {d} M} geïntegreerd:
{\displaystyle F_{\text{bol}}=\int {\frac {Gm}{r^{2}}}\ \mathrm {d} M}
Een bolschil tussen de stralen {\displaystyle x} en {\displaystyle x+\mathrm {d} x} heeft een massa:
{\displaystyle \mathrm {d} M={\frac {4\pi x^{2}\ \mathrm {d} x}{{\frac {4}{3}}\pi R^{3}}}M=3{\frac {M}{R^{3}}}x^{2}\ \mathrm {d} x},
zodat
{\displaystyle F_{\text{bol}}=3{\frac {GMm}{r^{2}R^{3}}}\int _{0}^{R}x^{2}\ \mathrm {d} x=G{\frac {Mm}{r^{2}}}}
Interessant is het geval met {\displaystyle r<R}, waarin de puntmassa binnen de bolschil ligt. Uit symmetrie-overwegingen volgt dat als de puntmassa in het middelpunt van de bolschil staat, de kracht nul moet zijn, maar dit geldt ook voor alle plaatsen binnen de schil.

De integraal loopt nu van {\displaystyle R-r} tot {\displaystyle R+r}:
{\displaystyle F_{r}={\frac {GMm}{4r^{2}R}}\int _{R-r}^{R+r}{\frac {r^{2}+s^{2}-R^{2}}{s^{2}}}\mathrm {d} s=0}
Het effect van een bolsymmetrische bolschil met positieve dikte, binnenste straal {\displaystyle R_{a}} en buitenste straal {\displaystyle R_{b}}, kan ook worden berekend. De zwaartekracht binnen en buiten de bolschil wordt op dezelfde manier gevonden als bij een dunne schil. De zwaartekracht in de schil zelf, dus voor {\displaystyle R_{a}<r<R_{b}}, staat hieronder uitgerekend.

Uit het bovenstaande blijkt dat alleen de dikke bolschil tussen {\displaystyle R_{a}} en {\displaystyle r} bijdraagt aan de zwaartekracht. Net als boven kan deze dikke bolschil in gedachten worden samengesteld uit vele concentrische dunne bolschillen met straal {\displaystyle R_{a}<R<r}. De bijdrage aan de zwaartekracht van een zo'n schil is:
{\displaystyle \mathrm {d} F_{r}={\frac {Gm}{r^{2}}}\mathrm {d} M_{R}}
Daarin is 
{\displaystyle \mathrm {d} M_{R}=4\pi R^{2}\rho \ \mathrm {d} R},
met {\displaystyle \rho ={\frac {M}{{\frac {4}{3}}\pi (R_{b}^{3}-R_{a}^{3})}}} de massadichtheid.
Dus is
{\displaystyle F_{r}={\frac {4\pi Gm}{r^{2}}}\int _{R_{a}}^{r}R^{2}\rho \ \mathrm {d} R=G{\frac {Mm}{r^{2}}}\int _{R_{a}}^{r}{\frac {3R^{2}}{R_{b}^{3}-R_{a}^{3}}}\ \mathrm {d} R=G{\frac {Mm}{r^{2}}}{\frac {r^{3}-R_{a}^{3}}{R_{b}^{3}-R_{a}^{3}}}}
Een massieve bol met straal {\displaystyle R} kan gezien worden als een speciaal geval van een dikke bolschil met {\displaystyle R_{a}=0} en {\displaystyle R_{b}=R}:
Dus geldt voor {\displaystyle r<R}:
{\displaystyle F_{r}=G{\frac {Mm}{R^{2}}}{\frac {r}{R}}={\frac {GMmr}{R^{3}}}}